# سلول‌های خورشیدی چاپ شده
سلول‌های خورشیدی چاپ شده، سلول‌های خورشیدی‌ای هستند که با روش‌های کم‌هزینه و با فناوری بالا تولید می‌شوند و از چاپگر جوهرافشان سه بعدی برای چاپ مواد نیمه‌رسانا و الکترودها بر روی بستر سلول خورشیدی (لایه‌های زیرین آن) استفاده می‌کنند.
این رویکرد به‌طور مستقل، در مکان‌های مختلفی از جمله دانشگاه نیو ساوت ولز، دانشگاه ایالتی اورگان، مؤسسه فناوری ماساچوست، و مؤسسه تکنولوژی سؤول، به طرز خیلی سریعی توسغه یافت. در این تحقیقات گسترده، علاقهٔ زیادی در کارایی، به دلیل ماهیت قابل پردازش بودن محلول‌ها در روند چاپ، شکل گرفت.

## تاریخچه
اولین مورد از لوازم الکترونیکی چاپی در سال ۱۹۰۳ مشاهده شد، زمانی که آلبرت هانسون حق اختراعی، برای سیم «چاپی» ثبت کرد. پس از آن، رادیو، صنعت الکترونیک چاپی را به جلو سوق داد. تا همین اواخر از چاپگرهای جوهرافشان در صنعت الکترونیک چاپی استفاده زیادی نمی‌شد. صنعت به دلیل هزینه کم و انعطاف‌پذیری در استفاده، تصمیم گرفت به سمت چاپ جوهرافشان، به وسیله پرینترهای مخصوص (۳ بعدی)، حرکت کند. یکی از این موارد، سلول‌های خورشیدی جوهرافشان است. اولین نمونه از ساخت یک سلول خورشیدی با یک چاپگر جوهر افشان توسط کونارکا (Konarka) در سال ۲۰۰۸ بود. در سال ۲۰۱۱، دانشگاه ایالتی اورگان، توانست راهی برای ایجاد سلول‌های خورشیدی CIGS (ترکیب نیمه‌رساناهایی از جنس مس، ایندیم، گالیم و سلنیوم) با استفاده از یک چاپگر جوهر افشان، کشف کند. در همان سال MIT توانست با استفاده از یک چاپگر جوهرافشان بر روی کاغذ، سلول خورشیدی ایجاد کند. استفاده از چاپگر جوهر افشان برای ساخت سلول‌های خورشیدی بسیار جدید، و در حال تحقیق است. در سال ۲۰۱۴، اولگا مالینکیویچ فرایند تولید چاپ جوهر افشان خود را برای صفحات پروسکایت در بوستون (ایالات متحده آمریکا)، در طول نشست پاییز MRS ارائه کرد - که برای آن جایزه نوآوران زیر ۳۵ سال بررسی فناوری MIT را دریافت کرد.

## روند ساخت
به‌طور کلی سلول‌های خورشیدی پرینت شده، با استفاده از چاپگر جوهرافشان برای قرار دادن مواد نیمه هادی و الکترودها بر روی یک بستر سلول خورشیدی ساخته می‌شوند. سلول‌های خورشیدی آلی و غیر آلی، هر دو را می‌توان با استفاده از روش جوهر افشان ساخت. سلول‌های خورشیدی غیر آلی چاپ جوهرافشان، عمدتاً سلول‌های خورشیدی CIGS هستند. سلول‌های خورشیدی آلی، پلیمری هستند. چاپ جوهر افشان سلول‌های خورشیدی هیبریدی پروسکایت نیز امکان‌پذیر است. مهمترین جزء جوهر، ماده کاربردی است: مخلوط نمک فلزی (مس، ایندیوم، گالیم و سلنیوم)، ترکیب پلیمری فولرن (سلول‌های خورشیدی پلیمری) یا پیش ساز نمک‌های آلی و معدنی مخلوط (سلول‌های خورشیدی پروسکایت). این اجزا در یک حلال مناسب حل می‌شوند؛ ممکن است اجزای دیگری اضافه شوند تا بر ویسکوزیته و کشش سطحی جوهر، تأثیر بگذارند تا قابلیت چاپ و خیس شدن روی بستر را بهبود بخشند. جوهر در یک کارتریج قرار دارد که از آنجا به یک بستر منتقل می‌شود که می‌تواند متفاوت باشد. چاپ، معمولاً توسط یک درایور پیزوالکتریک در نازل‌های رویین، انجام می‌شود که برای اعمال الگوهای فشار از پیش تنظیم شده برای بیرون ریختن قطرات برنامه‌ریزی شده‌است. در بیشتر موارد چندین لایه از مواد کاربردی روی هم قرار می‌گیرند تا یک سلول خورشیدی فعال (با بازده بیشتر) تولید کنند. کل فرایند چاپ را می‌توان در شرایط محیطی (نه چندان سخت) انجام داد، اگرچه در بیشتر موارد به عملیات حرارتی بیشتری نیاز است! فاکتورهای مهم برای کارایی سلول‌های خورشیدی آلی، چاپ جوهر افشان، زمان تأخیر جوهرافشان، دمای جدول چاپ جوهر افشان و تأثیر خواص شیمیاییِ دَهَنده‌یِ پلیمر است.

### مزایا

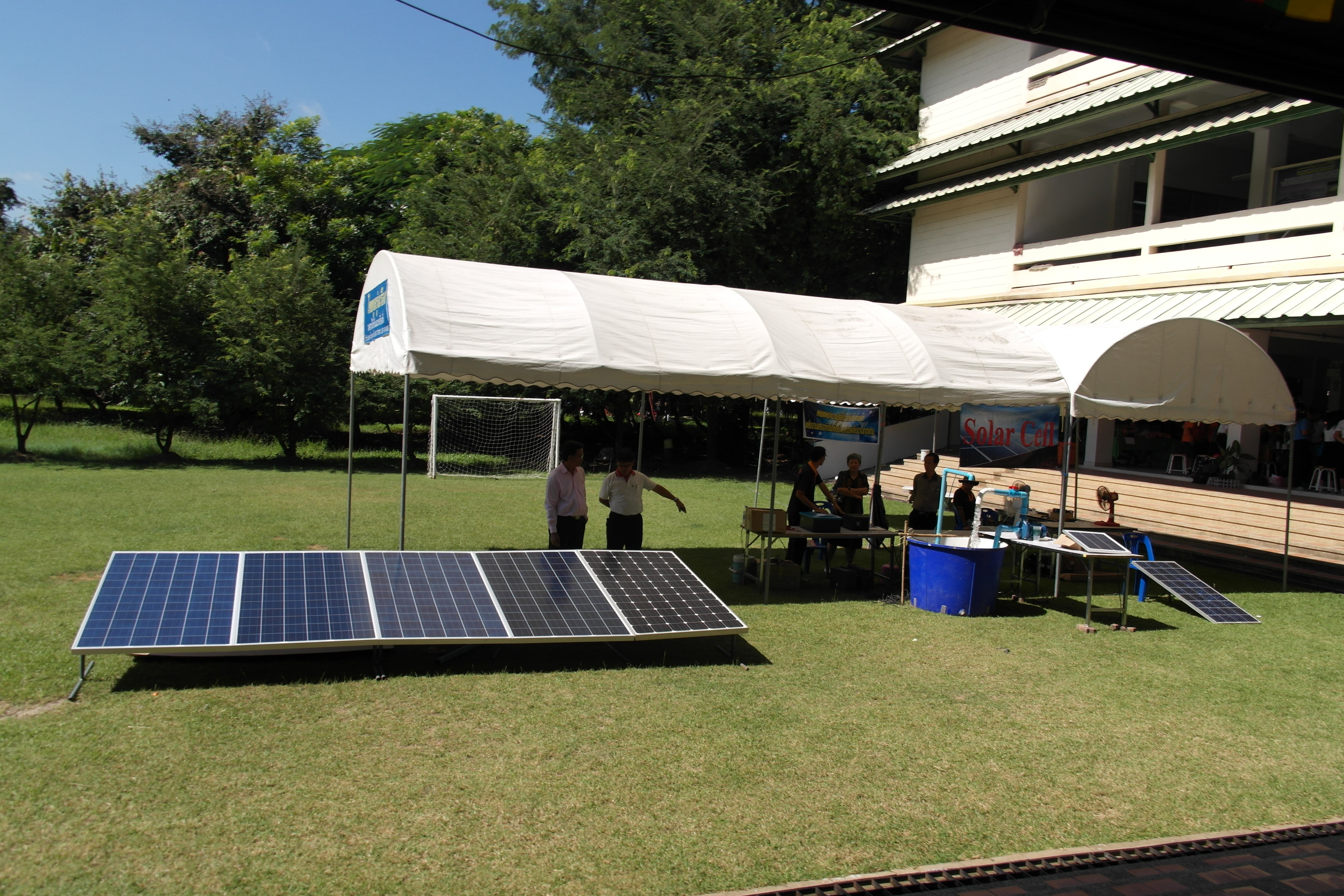
استفاده از سلول‌های خورشیدی در اماکن مسکونی و استفاده روزمزه

مزیت اصلی چاپ سلول‌های خورشیدی با چاپگر جوهر افشان، هزینه پایین تولید آنهاست. دلیل ارزان‌تر بودن آن نسبت به روش‌های دیگر، عدم نیاز به خلاء (در روش ساخت سلول‌های عادی، به کمک خلاء است…) که باعث ارزان‌تر شدن تجهیزات می‌شود. همچنین، جوهر، یک ترکیب نمک فلزی کم هزینه است که هزینه سلول‌های خورشیدی را کاهش می‌دهد. در مقایسه با روش‌های دیگر، مانند رسوب فاز بخار هنگام استفاده از چاپگرهای جوهر افشان برای گذاشتن مواد نیمه هادی، مواد بسیار کمی هدر می‌رود. این به این دلیل است که چاپگر قادر است با ضایعات کمی الگوبرداری دقیق را ایجاد کند. برخی از سلول‌های خورشیدی جوهرافشان از ترکیب ماده CIGS استفاده می‌کنند که کارایی خورشیدی بیشتری نسبت به پنل‌های خورشیدی سیلیکونی سنتی دارد. استفاده از CIGS به دلیل کمیاب بودن برخی از مواد موجود در آن، داشتن ضایعات کم را بسیار مهم می‌کند. این روش همچنین سازگار با محیط زیست است زیرا مانند روش‌های دیگر نیازی به استفاده از مواد شیمیایی سمی برای آماده‌سازی سلول خورشیدی، ندارد.

### معایب

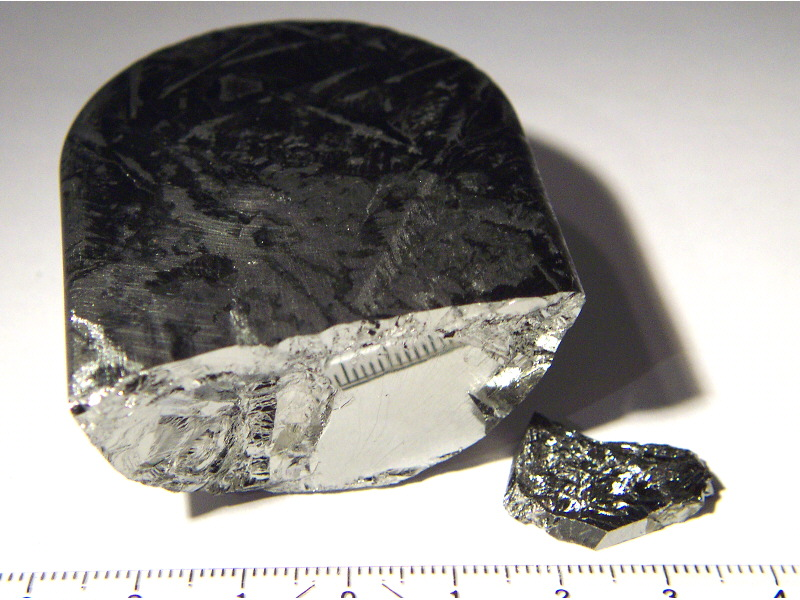
ایندیم (عنصری کمیاب)

راندمان سلول‌های خورشیدی جوهر افشان بسیار پایین است که از نظر تجاری قابل دوام نیستند. حتی اگر کارایی بهتر شود، مواد مورد استفاده برای سلول‌های خورشیدی می‌توانند مشکل ساز شوند. ایندیم یک ماده نادر است که در این سلول‌ها استفاده می‌شود و طبق استفاده فعلی ما می‌تواند ظرف ۱۵ سال از بین برود. مسئله دیگر، ایجاد جوهر مقاوم در برابر آب و هوا است که بتواند در شرایط سخت دوام بیاورد که این نیز از سری مشکلات پیش رو برای تهیه و ساخت این نوع از پنل‌ها می‌شود.

## پتانسیل استفاده
در سلول‌های خورشیدی سنتی، موادی که ماده‌های فتوولتائیک را نگه می‌دارند، معمولاً هزینهٔ بیشتری از خود مواد دارند. با چاپ جوهر افشان امکان چاپ سلول‌های خورشیدی بر روی کاغذ وجود دارد. این مسئله، باعث می‌شود که این نوع از سلول‌های خورشیدی، بسیار ارزان‌تر باشند و تقریباً در هر مکانی قرار گیرند. سلول‌های خورشیدیِ نازکِ کاغذی، در نهایت با پرینت سه بعدی، مستقیم به ایجاد سلول‌های خورشیدی روی پرده‌ها، پنجره‌ها، پرده‌ها و تقریباً در هر جای خانه، کمک می‌کنند. این بسیار امیدوار کننده است و می‌تواند آینده ای از انرژی‌های پاک، مخصوصاً نوع خورشیدی باشد.